# Dairy Queen

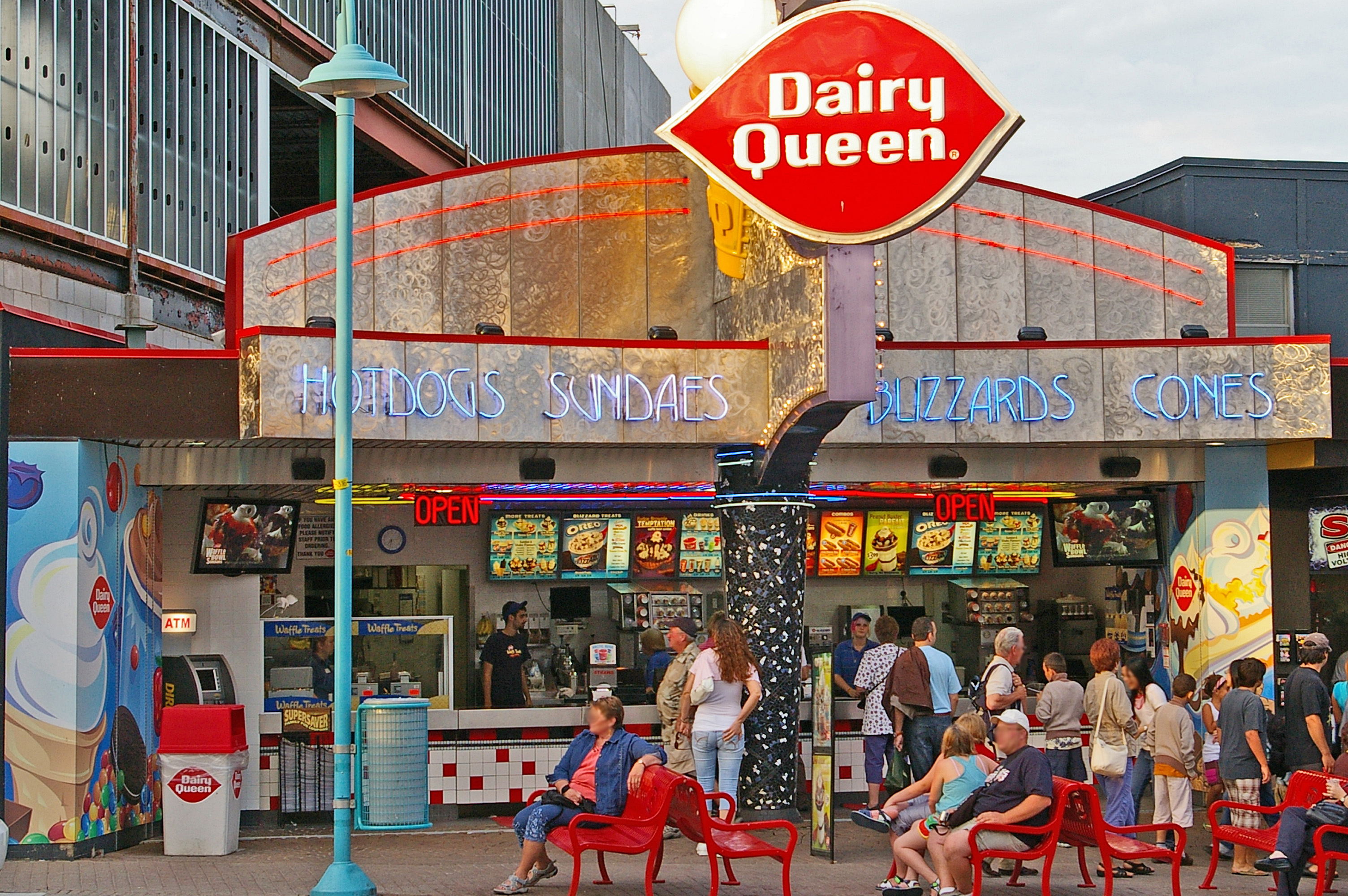
Dairy Queen-Filiale (in Kanada)

Dairy Queen (englisch für „Molkereikönigin“, oft abgekürzt mit DQ) ist eine US-amerikanische Schnellrestaurantkette mit Sitz in Edina, Minnesota. Zu dem 1940 gegründeten Unternehmen gehörten 2023 rund 7.000 Restaurants in 22 Ländern. Damit ist Dairy Queen eine der größten Fast-Food-Ketten der Welt und wurde 1998 von Berkshire Hathaway erworben. Viele der ersten Dairy-Queen-Restaurants wurden in ländlichen Gegenden der Vereinigten Staaten eröffnet. Neben den typischen Fastfood-Produkten bietet „DQ“ verschiedene Produkte aus Speiseeis an. Zum Dairy-Queen-Konzern gehören außerdem noch die Marken Orange Julius und Karmelkorn.
Dairy Queen betreibt Filialen in den Vereinigten Staaten, Kanada, den Bahamas, Bahrain, Brunei, Kambodscha, China, Guyana, Indonesien, Kuwait, Laos, Mexiko, Panama, den Philippinen, Katar, Thailand, Trinidad und Tobago, den Vereinigten Arabischen Emiraten und Vietnam. Im deutschsprachigen Raum ist DQ – nach einem Versuch in Österreich Mitte der 1990er Jahre – nicht mehr vertreten.